# Intento de golpe de Estado en la República Democrática del Congo de 2011
El  intento de golpe de estado de 2011 República Democrática del Congo fue un supuesto intento de golpe de Estado contra el presidente Joseph Kabila el 27 de febrero de 2011.
El 27 de febrero de 2011, entre la 1:00 p. m. y la 1:30 p. m., dos grupos de unas cien personas ataviadas con ropas civiles atacaron la residencia presidencial en Gombe, Kinshasa.
El presidente de la República Democrática del Congo no estaba allí en ese momento y se lo vio en el Boulevard du 30 Juin.
Seis personas murieron después de ser detenidas por soldados en un control de carretera cerca del  Palacio Presidencial en Kinshasa . Según algunas otras fuentes, siete atacantes fueron asesinados, así como dos guardias del palacio. Informes de noticias posteriores indicaron que murieron 19 personas, que consta de 11 atacantes y ocho miembros de las fuerzas de seguridad.